# The Fourth K
The Fourth K es una novela escrita por Mario Puzo, publicada en 1990. La historia se centra durante la presidencia de "Francis Xavier Kennedy," sobrino ficticio de John F. Kennedy, Robert Kennedy y Edward Kennedy.

## Sinopsis
El presidente de los Estados Unidos, Francis Xavier Kennedy, es elegido gracias a su notable familia. Sin embargo, meses después de su elección, el presidente empieza a mostrarse falto de ideas, esto sumado a que tendrá que hacer frente a un complot terrorista en su contra.
Mario Puzo comentó en una entrevista que The Fourth K fue un fracaso en ventas, pero que también se trató de su libro "más ambicioso".